# Oraesia nobilis
Oraesia nobilis là một loài bướm đêm trong họ Noctuidae.